# Fosilna goriva
Fosilna goriva ili mineralna goriva su goriva koja nastaju od prirodnih resursa poput anaerobnog raspadanja zakopanih mrtvih organizama.Organizmi i fosilna goriva koja od njih nastaju su otprilike stara milijune godina, a ponekad i više od 650 milijuna godina. Ta goriva sadrže visoke postotke ugljika i ugljikovodika.
Trenutno su osnovni izvor energije na Zemlji. Energija iz fosilnih goriva obično se oslobađa izgaranjem, i prilikom tog izgaranja također se oslobađaju otrovni i štetni plinovi koji utječu na okoliš kao: ugljični monoksid CO,ugljični dioksid CO2, sumporni dioksid SO2, SO3, NO3 itd.  
U fosilna goriva spadaju:
- treset
- ugljen (lignit, mrki ugljen, kameni ugljen)
- nafta
- zemni plin

Fosilna goriva nalaze se u rasponu od zapaljivih materijala s niskim omjerom ugljika i vodika poput metana, do tekuće nafte i nezapaljivih materijala koji se sastoje od gotovo čistog ugljika, kao antracitni ugljen. Metan se može pronaći u poljima ugljikovodika, sam, s naftom. Opće je prihvaćeno da su formirani od fosiliziranih ostataka mrtvih biljaka i životinja koji su bili izloženi toplini i pritisku u Zemljinoj kori stotinama milijuna godina, ovu biogeničku teoriju je prvi put predstavio montanist Georgius Agricola 1556. godine i kasnije Mihail Vasiljevič Lomonosov u 18. stoljeću.
Administracija Informacije o Energiji je procijenila da su se u 2006. godini primarni izvori energije sastojali od nafte 36,8%, ugljena 26,6%, prirodnog plina 22,9%, što rezultira 86% postotnim udjelom fosilnih goriva u primarnoj svjetskoj proizvodnji energije. Ne-fosilni izvori uključivali su hidroelektrične sa 6,3%, nuklearne sa 6% i (geotermalne, solarne, plimu, vjetar, drvo, otpad) s 0,9%. Svjetska potrošnja energije rasla je oko 2,3% godišnje.
Fosilna goriva su neobnovljivi resurs jer im trebaju milijuni godina da bi nastali, i rezerve se troše puno brže nego što nove nastaju. Proizvodnja i potrošnja fosilnih goriva potiču ekološku zabrinutost. Globalni pokret prema proizvodnji obnovljive energije je na putu da pomogne zadovoljiti povećanu potrebu za energijom.
Ovi plinovi utječu na okoliš tako što se sakupljaju u atmosferi i tako stvaraju staklenički učinak, dok se otapaju u vodi koja se nalazi u atmosferi, zbog čega joj se smanjuje pH-vrijednost te nastaju tzv. kisele kiše, koje uništavaju biljke i erodiraju građevine, stijene, itd.
Izgaranje fosilnih goriva proizvodi oko 2,13 milijardi tona ugljičnog dioksida godišnje, a procjenjuje se da prirodni procesi mogu apsorbirati samo pola od tog iznosa, tako da je godišnje neto povećanje atmosferskog ugljičnog dioksida oko 10,65 milijardi tona (jedna tona atmosferskog ugljika je ekvivalentna 44/12 ili 3,7 tona ugljičnog dioksida). Ugljični dioksid je jedan od stakleničkih plinova koji pojačava zračenje i pridonosi globalnom zatopljenju, uzrokujući da prosječna površinska temperatura Zemlje raste, što će rezultirati velikim nepovoljnim učincima.

## Važnost
Fosilna goriva su od velike važnosti jer mogu biti spaljena (oksidirana u ugljični dioksid i vodu), stvarajući znatnu količinu energije. Iskorištavanje ugljena kao goriva je starije od pisane povijesti. Ugljen je korišten da pokreće peći za topljenje metalne rude. Polučvrsti ugljikovodici su također korišteni u davna vremena ali većinom za kreiranje vodonepropusnih materijala i balzamiranje.
Komercijalno iskorištavanje petroleja, većinom kao zamjena za ulja od životinjskih izvora (npr. kitovog ulja) za korištenje u uljnim lampama počela je u 19-om stoljeću.
Prirodni plin, nekoć odbacivan kao nusprodukt proizvodnje petroleja, se sada smatra vrlo vrijednim resursom.
Teško sirovo ulje, koje je puno viskoznije od konvencionalnog sirovog ulja, te katranski pijesak koji se sastoji od bitumena pomiješanog s pijeskom i glinom, postaju sve važniji izvori fosilnih goriva. Uljni škriljac i slični materijali su sedimentno kamenje koje sadrži kerogen, kompleksnu mješavinu organskih spojeva visoke molekularne težine, koji daju sintetsko sirovo ulje kada ih se zagrije. Ove materijale tek treba komercijalno iskoristiti. Ta goriva se upotrebljavaju u strojevima s unutarnjim izgaranjem, elektranama na fosilna goriva itd.
Prije druge polovice 18-og stoljeća vjetrenjače i vodenice davale su energiju potrebnu za industriju kao što je mljevenje brašna, rezanje drveta i pumpanje vode, a paljenje drveta i treseta davalo je toplinu domovima. Široko rasprostranjeno korištenje fosilnih goriva, prvo ugljena, a kasnije petroleja, za pokretanje parnih strojeva, omogućilo je industrijsku revoluciju. U isto vrijeme su u široku upotrebu ulazile plinske svjetiljke koje su koristile prirodni plin ili ugljeni plin. Pronalazak motora s unutarnjim izgaranjem i njegovo korištenje u automobilima i kamionima uvelike je povećalo potrebu za benzinom i dizelom, koji se oba proizvode od fosilnih goriva. Ostali oblici transporta, željeznice i avioni također su trebali fosilna goriva. Ostale glavne upotrebe fosilnih goriva su u proizvodnji struje i petrokemijskoj industriji, a katran, ostatak ekstrakcije petroleja, koristi se pri izgradnji cesta. 

## Razina i protok
Rezerve zemlje čine slojevi primarnih energetskih izvora.Korištenjem riječi protok mislimo na produkciju. Najvažniji dio izvora primarne energije dobivaju se iz fosilne energije na bazi ugljika. Tijekom 2002. godine ugljen, ulje i prirodni plin činili su 79,6% proizvodnje primarne energije (34,9%+23,5%+21,2%)
Raspoloživa (Dokazana)  rezerva od 2005. godine do 2007. godine bile su:
- Ugljen: 905 milijarda metričkih tona (997.748 milijarda američkih tona), što iznosi ekvivalentno 52.000.000 barela (8,3E+6 m3) ulja po danu
- Ulje: 84.000.0 00 barela po danu (13.400.000 m3/d)
- Prirodni plin: 2.960 milijarde kubnih metara (104.435 milijarde kubnih stopa), što iznosi ekvivalentno 19.000.000 barela (3.000.000 m3)  ulja po danu

Na bazi istraživanja koje je proveo časopis "Oil and Gas Journal" i "World Oil", uz vrlo optimistične pretpostavke koje navode, rezerve primarnih energetskih izvora bile bi dostatne za sljedeći vremenski period:
- Ugljen: 417 godina
- Ulje: 43 godina
- Prirodni plin:167 godina

Izračun iznad pretpostavlja da eksploatacija primarnih energetskih izvora ostane na istom nivou za taj broj godina i da će se rezerve obnavljati. No, u stvarnosti potrošnja sva tri resursa se povećava. Iako to ukazuje da će se resurs iskoristiti brže, u stvarnosti, krivulja proizvodnje nalikuje na krivulju u obliku zvona, što znaći, da će u nekom trenutku vremena, proizvodnja svakog od ova tri resursa unutar nekog područja, zemlje, ili globalno postići maksimalnu vrijednost, nakon čega će proizvodnja padati sve dok ne dosegne točku u kojoj više nije ekonomski isplativo ili fizički moguće prozvoditi. Više detalja vezano na objašnjenje pada kod ove krivulje pogledajte Hubbertovu teoriju vrhunca koja se odnosi na naftu. Primijetite također da dokazane rezerve ne uključuju straške rezerve, koje (globalno) iznose 4,1 milijarde barela.
Gornja rasprava naglašava potrebu da se postigne energetska ravnoteža na svjetskoj razini. U tom kontekstu, vrlo je vrijedno i znati godišnji omjer između rezervi i potrošnje (R/P) po regijama ili državama. Na primjer, energetska politika Velike Britanije konstatirala je da je odnos između rezervi i potrošnje (R/P) u Europi 3, što je vrlo nisko po svjetskim standardima, a pokazuje Europu energetski vrlo ranjivu. Stoga se diljem svijeta vode intenzivne rasprave o alternativi za fosilna goriva.

## Ograničenja i alternative
Princip ponude i potražnje sugerira da kako se zalihe ugljikovodika smanjuju, cijene će rasti. Stoga će više cijene dovesti do povećanja potražnje za alternativnim, obnovljivim izvorima energije, te do sada ne ekonomični izvori postaju dovoljno ekonomični za iskorištavanje. Umjetni benzin i drugi obnovljivi izvori energije trenutno zahtijevaju skuplju tehnologiju pri proizvodnji i preradi od načina proizvodnje konvencionalnih naftnih rezervi, ali bi u bliskoj budućnosti mogli postati ekonomski održivi. Pogledajte energetski razvoj. Različiti alternativni izvori energije su: nuklearna, hidro-električna, solarna, vjetra i geotermalna.

## Utjecaj na okoliš
Izgaranje fosilnih goriva proizvodi i druge zagađivače zraka, kao što su dušikovi oksidi, sumporovi dioksidi, hlapljivi organski spojevi i teški metali, te sumporne, ugljične i dušične kiseline koje padaju na Zemlju u obliku kiselih kiša te utječu i na prirodu i na građevine. Spomenici i skulpture od mramora i vapnenca su posebno osjetljive jer kiselina otapa kalcijev karbonat.
Fosilna goriva sadrže i radioaktivne tvari, uglavnom uranij i torij, koji se ispuštaju u atmosferu. Ovim načinom 2000. godine oko 12.000 tona torija i 5.000 tona urana bilo je otpušteno u atmosferu.
Sječa, prerada i distribucija fosilnih goriva također je dio brige za okoliš. Bušenje nafte predstavlja opasnost za vodenu floru i faunu. Rafinerije nafte zagađuju vodu i zrak. Prijevoz ugljena zahtjeva korištenje vlakova, dok naftu obično prevozimo tankerima, tako da svaki način transportiranja zahtjeva dodatnu potrošnju fosilnih goriva.